# The Beloved
The Beloved war eine britische Musikgruppe, die 1984 aus der von zwei Aussteigern aus der Band Twelfth of August gegründeten Vorläuferband Journey Through hervorging, am Ende aber nur noch als ein Ehepartner-Duo existierte.

## Bandgeschichte
Jon Marsh war seit 1982 Schlagzeuger bei Twelfth of August. 1983 gab er ein Inserat auf, in dem er für 1986 die Gründung einer Band namens The Beloved ankündigte, für die er Mitstreiter suchte, die sich in besagtem zukünftigen Jahr zu einem exakten Zeitpunkt an einem genau angegebenen Ort einfinden sollten. Zwischenzeitlich holte er einen Bekannten von der University of Cambridge als Gitarristen zu Twelfth of August, und zwar den als Briefträger jobenden Mathematikstudenten Steve Waddington. Marsh, Waddington und der ebenfalls aus der Studentenschaft rekrutierte Bassist Tim Harvard waren schließlich die Gründungsmitglieder einer Band, die sich zunächst Journey Through nannte. Als im November 1984 der Schlagzeuger Guy Gausden hinzustieß und Marsh auf Gesang und Gitarre umsattelte, griff man auf die Namensidee „The Beloved“ zurück.
Der für seine Förderung von Newcomern bekannte Radio-Moderator John Peel, dem eine Aufnahme ihres Popsongs A Hundred Words zu Ohren gekommen war, lud die Band zweimal in seine Sendung ein. Die erste „Peel Session“ fand im Januar 1985, die zweite im Oktober 1985 statt. Nun setzte eine erhöhte Nachfrage nach der Band ein. Das Quartett gründete unter dem Namen Flim Flam ihr eigenes Plattenlabel und veröffentlichte bis 1987 einige Singles, die sich in den U.K. Independent Charts platzieren konnten, aber die offiziellen britischen Singlecharts nicht erreichten. Mit dem 1987er Album Where It Is gelang The Beloved ein Achtungserfolg, der zu einem Plattenvertrag mit WEA Records führte. Etwa zu dieser Zeit veränderte die Band ihre musikalische Ausrichtung, weg vom psychedelisch angehauchten Pop, hin zu einer Mischung aus Popmusik und Dance nach dem Vorbild von Bands wie New Order. 1987 wurde das Lied Forever Dancing im Film Sammy und Rosie tun es eingesetzt, woraufhin die eigentliche Single-B-Seite kurzerhand zur zweiten A-Seite (von Surprise Me) erklärt wurde. Im Februar 1988 absolvierte The Beloved eine Tournee durch Frankreich und die Schweiz. In dieser Phase sich ins Ausland ausweitender Popularität verließen Harvard und Gausden The Beloved und die beiden verbliebenen Mitglieder Jon Marsh und Steve Waddington setzten die Band als Duo fort. Beide zeigten inzwischen eine starke Tendenz zur Rave-Bewegung. Die Rhythmus-Sektion ersetzten sie durch elektronische Hilfsmittel. Marsh verlagerte zudem seinen instrumentalen Beitrag von der Gitarre auf das Keyboard. Bei WEA erschienen die Singles Loving Feeling (1988) und Your Love Takes Me Higher (1989), die ebenfalls nicht die Single-Charts erreichen konnten. Erst mit The Sun Rising gelang Ende 1989 mit Platz 26 in den Charts der kommerzielle Durchbruch. Marsh gestand ein, dass er ohne den Konsum der Droge Ecstasy das vom Lied ausströmende Flair nicht hinbekommen hätte. Die folgende Single Hello erreichte Platz 19 der Charts und The Beloved wurde als Nachfolger der Pet Shop Boys gehandelt. Am 16. Februar 1990 erschien das Album Happiness. Darauf ist ein Remix von Your Love Takes Me Higher enthalten, der der dritte Single-Erfolg der Band wurde.
Für Waddington war der Ambient-Anteil noch nicht hoch genug, so kam es ihm zupass, dass Steve Hillage 1991 für sein Projekt System 7 Mitstreiter suchte, woraufhin er sich Hillage anschloss und Marsh den Rücken kehrte. Marsh hatte zwischenzeitlich geheiratet. Seine Frau Helena hatte er in einem Club im Londoner Stadtteil Vauxhall kennengelernt. Die Modehaus-Angestellte wurde nach Waddingtons Abgang in Marshs musikalisches Schaffen integriert, wodurch eine poppigere Ausrichtung entstand, zu hören auf dem Album Conscience. Es erschien am 8. Februar 1993 und enthält die vorab am 11. Januar veröffentlichte Single Sweet Harmony, die zum Hit wurde. Die Top-Ten-Platzierung von Sweet Harmony und das im Sog dieses Erfolges ins Spitzenfeld der Charts vordringende Album bedeutete den Karrierehöhepunkt, denn mit den folgenden drei Single-Auskopplungen ließ der Erfolg nach und The Beloved zog sich für rund drei Jahre aus der Öffentlichkeit zurück. Das Paar stürzte sich erst einmal in den USA in den dortigen Techno-Underground.
Zwar gelang der Band 1996 mit dem Nachfolger X und drei Singles ein Comeback, allerdings war die stilistische Ausrichtung der Gruppe nicht mehr auf der Höhe der Zeit. Außerdem hatte Jon Marsh das DJing für sich entdeckt und beendete die Karriere als The Beloved im Jahr 1997. Seine neue als DJ erwies sich als beständiger, und erst ab dem Jahr 2000 verspürte er die Lust, wieder vereinzelt Lieder unter seinem Bandnamen zu veröffentlichen.

## Stil
Ursprünglich als Psychedelic-Pop-Band gegründet, wandte sich die Gruppe Ende der 1980er Jahre unter dem Einfluss der britischen Rave-Szene der elektronischen Musik zu, ließ nach Helena Marshs Einstieg kommerzielle Popmusik einfließen, um nach einer der Inspiration dienenden Überseereise wieder mehr Elemente des Techno zuzulassen.
Diedrich Diederichsen schrieb in seiner Where-It-Is-Rezension für das Spex: „[E]in rührender, sensibel-unterernährter Haufen, der […] eher an Atmosphäre als an präzisem in Noten aufschreibbarem guten Songwriting […] interessiert ist, also in höchster Gefahr idealistischer Verdunkelung schwebt, aber dennoch eine nette Platte zurechtgezaubert hat. […] [D]ie ewig schwebende, offene Songstruktur wird nicht mit Wall-Of-Sound zugemacht […], sondern einfach freigelassen […].“
Über Happiness heißt es im Rough Guide to Rock, es sei mit seiner Mischung aus Pop und Dance ein „feel-good soundtrack“ der frühen 1990er. Andre Luth gab im Musikexpress an, das Album sei „eher auf der Pop-Seite des Dancefloors“ angesiedelt.
Trotz des Käuferinteresses, dafür wegen seines schlichten Popcharakters, bezeichnet die Encyclopedia of Popular Music das Album Conscience als „unauffällig“. Schlecht weg kommt es auch im Musikexpress: „Die neue Mischung aus Discoelementen, Electro Pop und Jon Marshs Depeche Mode-Stimme ist reichlich undefiniert. Conscience […] ist zum Zuhören zu flach und zum Tanzen zu poppig.“ Ähnlich urteilt Allmusic, denn die faden und seichten Synth-Pop- und Dance-Stücke stellten keine Konkurrenz für die Pet Shop Boys oder Erasure dar.
Auf X gehe es „düsterer und härter“ zu, meinte die Zeitschrift Mädchen, was insbesondere an den Texten liege, in denen Jon Marsh den Tod seines Vaters verarbeite. Eine Stagnation machen sowohl The Rough Guide to Rock als auch The Encyclopedia of Popular Music aus. Im Musikexpress hieß es, das Album enthalte gefällige, „vor sich hin blubbernde Tracks“, aber je tiefer in die Domäne von New Order eingedrungen werde, desto schwächer falle das Resultat aus.

## Diskografie

### Studioalben
| Jahr | Titel Musiklabel         | Höchstplatzierung, Gesamtwochen, AuszeichnungChartplatzierungen (Jahr, Titel, Musiklabel, Platzierungen, Wochen, Auszeichnungen, Anmerkungen) | Höchstplatzierung, Gesamtwochen, AuszeichnungChartplatzierungen (Jahr, Titel, Musiklabel, Platzierungen, Wochen, Auszeichnungen, Anmerkungen) | Höchstplatzierung, Gesamtwochen, AuszeichnungChartplatzierungen (Jahr, Titel, Musiklabel, Platzierungen, Wochen, Auszeichnungen, Anmerkungen) | Höchstplatzierung, Gesamtwochen, AuszeichnungChartplatzierungen (Jahr, Titel, Musiklabel, Platzierungen, Wochen, Auszeichnungen, Anmerkungen) | Anmerkungen |
| Jahr | Titel Musiklabel         | DE | AT | UK | US | Anmerkungen |
| ---- | ------------------------ | --- | --- | --- | --- | --- |
| 1990 | Happiness WEA / EastWest | — | — | UK14 Gold · (15 Wo.)UK | US154 (9 Wo.)US | Erstveröffentlichung: Februar 1990 Produzenten: Martyn Phillips, Paul Staveley O’Duffy                                                         |
| 1990 | Blissed Out EastWest     | — | — | UK38 (2 Wo.)UK | — | Erstveröffentlichung: November 1990 Remixe der Tracks von Happiness Produzenten: Martyn Phillips, Jon Marsh, Paul Staveley O’Duffy, Adam & Eve |
| 1993 | Conscience EastWest      | DE47 (11 Wo.)DE | AT22 (6 Wo.)AT | UK2 Gold · (12 Wo.)UK | — | Erstveröffentlichung: Februar 1993 Produzenten: Helena Marsh, Jon Marsh                                                                        |
| 1996 | X EastWest               | — | — | UK25 (3 Wo.)UK | — | Erstveröffentlichung: April 1996 Produzenten: The Beloved                                                                                      |

### Kompilationen
- 1987: Where It Is (Flim Flam)<
- 1997: Single File (EastWest)
- 2005: The Sun Rising (Warner)
- 2011: Sweet Harmony: The Best of the Beloved (2 CDs; Music Club Deluxe)

### Singles und EPs
| Jahr | Titel Album                                   | Höchstplatzierung, Gesamtwochen, AuszeichnungChartplatzierungen (Jahr, Titel, Album, Platzierungen, Wochen, Auszeichnungen, Anmerkungen) | Höchstplatzierung, Gesamtwochen, AuszeichnungChartplatzierungen (Jahr, Titel, Album, Platzierungen, Wochen, Auszeichnungen, Anmerkungen) | Höchstplatzierung, Gesamtwochen, AuszeichnungChartplatzierungen (Jahr, Titel, Album, Platzierungen, Wochen, Auszeichnungen, Anmerkungen) | Höchstplatzierung, Gesamtwochen, AuszeichnungChartplatzierungen (Jahr, Titel, Album, Platzierungen, Wochen, Auszeichnungen, Anmerkungen) | Höchstplatzierung, Gesamtwochen, AuszeichnungChartplatzierungen (Jahr, Titel, Album, Platzierungen, Wochen, Auszeichnungen, Anmerkungen) | Anmerkungen                                                                |
| Jahr | Titel Album                                   | DE | AT | CH | UK | Dance | Anmerkungen                                                                |
| ---- | --------------------------------------------- | --- | --- | --- | --- | --- | -------------------------------------------------------------------------- |
| 1989 | Your Love Takes Me Higher Happiness           | — | — | — | UK91 (3 Wo.)UK | Dance9 (9 Wo.)Dance | Erstveröffentlichung: Januar 1989 Autoren: Jon Marsh, Steve Waddington     |
| 1989 | The Sun Rising Happiness                      | — | — | — | UK26 (11 Wo.)UK | — | Erstveröffentlichung: 2. Oktober 1989 Autoren: Jon Marsh, Steve Waddington |
| 1990 | Hello Happiness                               | — | — | — | UK19 (7 Wo.)UK | Dance4 (10 Wo.)Dance | Erstveröffentlichung: 15. Januar 1990 Autor: Jon Marsh                     |
| 1990 | Your Love Takes Me Higher (Remix) Blissed Out | — | — | — | UK39 (3 Wo.)UK | — | Erstveröffentlichung: März 1990 Mix: Adam & Eve                            |
| 1990 | Time After Time Blissed Out                   | — | — | — | UK46 (4 Wo.)UK | — | Erstveröffentlichung: 21. Mai 1990 Autor: Jon Marsh                        |
| 1990 | It’s Alright Now Blissed Out                  | — | — | — | UK48 (3 Wo.)UK | — | Erstveröffentlichung: Oktober 1990 Autor: Jon Marsh                        |
| 1993 | Sweet Harmony Conscience                      | DE6 (24 Wo.)DE | AT3 (13 Wo.)AT | CH6 (21 Wo.)CH | UK8 Silber · (10 Wo.)UK | Dance23 (9 Wo.)Dance | Erstveröffentlichung: Januar 1993 Autoren: Jon Marsh, Helena Marsh         |
| 1993 | You’ve Got Me Thinking Conscience             | — | — | — | UK23 (4 Wo.)UK | — | Erstveröffentlichung: März 1993 Autoren: Jon Marsh, Helena Marsh           |
| 1993 | Outer Space Girl Conscience                   | DE76 (5 Wo.)DE | — | — | UK38 (2 Wo.)UK | — | Erstveröffentlichung: August 1993 Autoren: Jon Marsh, Helena Marsh         |
| 1994 | Rock to the Rhythm of Love Conscience         | — | — | — | — | Dance40 (2 Wo.)Dance | Erstveröffentlichung: Juni 1994 Autoren: Jon Marsh, Helena Marsh           |
| 1996 | Satellite X                                   | — | — | — | UK19 (3 Wo.)UK | — | Erstveröffentlichung: März 1996 Autoren: Jon Marsh, Helena Marsh           |
| 1996 | Ease the Pressure X                           | — | — | — | UK43 (2 Wo.)UK | — | Erstveröffentlichung: 29. Juli 1996 Autoren: The Beloved                   |

Weitere Singles
- 1986: A Hundred Words
- 1986: This Means War
- 1987: Forever Dancing / Surprise Me
- 1987: Happy Now (EP)
- 1988: Acid Love
- 1988: Loving Feeling
- 1990: Blissed Out (Promo)
- 1993: Celebrate Your Life
- 1995: 1000 Years from Today (Promo)
- 1996: Deliver Me
- 1996: Physical Love / Three Steps to Heaven
- 1996: Crystal Wave (Promo)
- 1997: The Sun Rising (Remix)
- 1998: It’s a Universal Thing / All That Jazz
- 2000: With You
- 2001: Timeslip (White Label)
- 2008: Open Emotion (Promo)

## Auszeichnungen für Musikverkäufe
| Goldene Schallplatte - Italien - 2024: für die Single Sweet Harmony |

Anmerkung: Auszeichnungen in Ländern aus den Charttabellen bzw. Chartboxen sind in ebendiesen zu finden.
| Land/RegionAuszeichnungen für Musikverkäufe (Land/Region, Auszeichnungen, Verkäufe, Quellen) | Silber  | Gold     | Platin | Verkäufe | Quellen   |
| -------------------------------------------------------------------------------------------- | ------- | -------- | ------ | -------- | --------- |
| Italien (FIMI)                                                                               | —       | Gold1    | —      | 50.000   | fimi.it   |
| Vereinigtes Königreich (BPI)                                                                 | Silber1 | 2× Gold2 | —      | 400.000  | bpi.co.uk |
| Insgesamt                                                                                    | Silber1 | 3× Gold3 | —      |          |           |